# 四氟苯菊酯
四氟苯菊酯是一个能快速起作用、低持久性的除虫菊素类杀虫剂。 它的分子式是C15H12Cl2F4O2。
四氟苯菊酯可用于室内环境，来对付苍蝇、蚊子、蛀虫和蟑螂。它是一种相对易挥发的物质，用作接触和吸入剂。
如果不根据产品说明使用四氟苯菊酯，可能会导致的中毒症状包括紧张、焦虑、颤动、痉挛、皮肤过敏、打喷嚏、流鼻涕和刺激性。 没有已知的具体解毒剂，但可以使用抗组胺药对症治疗，这可能有助于控制任何形式的过敏。